# Švýcarsko na Letních olympijských hrách 1900
Švýcarsko se účastnilo Letní olympiády 1900 ve francouzské Paříži. Zastupovalo ho 18 sportovců (17 mužů a 1 žena) ve 4 sportech.

## Medailisté
| Medaile | Jméno                                                                        | Sport             | Soutěž                          |
| ------- | ---------------------------------------------------------------------------- | ----------------- | ------------------------------- |
| Zlato   | Emil Kellenberger                                                            | Sportovní střelba | Muži 300 m puška tři pozice     |
| Zlato   | Karl Röderer                                                                 | Sportovní střelba | Muži 50 metrů libovolná pistole |
| Zlato   | Konrad Stäheli                                                               | Sportovní střelba | Muži 300 m puška na kolenech    |
| Zlato   | Friedrich Lüthi Paul Probst Louis Richardet Karl Röderer Konrad Stäheli      | Sportovní střelba | Družstvo mužů pistole           |
| Zlato   | Franz Böckli Alfred Grütter Emil Kellenberger Louis Richardet Konrad Stäheli | Sportovní střelba | Družstvo mužů 300 m puška       |
| Zlato   | Bernard de Pourtalès Hélène de Pourtalès Hermann de Pourtalès                | Jachting          | Muži 1-2 tun závod 1            |
| Stříbro | Emil Kellenberger                                                            | Sportovní střelba | Muži 300 m puška na kolenech    |
| Stříbro | Bernard de Pourtalès Hélène de Pourtalès Hermann de Pourtalès                | Jachting          | Muži 1-2 tun závod 2            |
| Bronz   | Konrad Stäheli                                                               | Sportovní střelba | Muži 50 m libovolná pistole     |